# Panama City (Florida)
Panama City è un comune degli Stati Uniti d'America, situato in Florida, nella Contea di Bay, della quale è anche il capoluogo.